# Gustav Brock (politiker)
 Der er flere personer med dette navn, se Gustav Brock.
Gustav Edvard Brock (født 6. februar 1816 i København, død 29. december 1878 sammesteds) var en dansk jurist og politiker.

## Baggrund
Brock var søn af grosserer, senere urtekræmmer, Frederik Christian Brock (død 1824) og Anna Cecilie, født Pihl (8. februar 1782 – 17. august 1871). Han dimitteredes fra det von Westenske Institut i 1832 og blev juridisk kandidat i oktober 1837. Samtidig med at han udfoldede en ret betydelig virksomhed som juridisk manuduktør og vistnok tænkte sig muligheden af at gå universitetsvejen, søgte han praktisk uddannelse ved at tage fuldmagt hos forskellige sagførere, og det blev denne livsbane, som han endelig valgte, og for hvilken hans åndelige evner: hans skarpe opfattelse, sikre blik for enhver sags kerne og ualmindelige fremstillingsevne, også gjorde ham særlig skikket, for han var den fødte sagfører.

## Sagfører
I marts 1847 blev han beskikket til overrets-prøveprokurator, og efter at have procederet på prøve for Højesteret udnævntes han 16. januar 1849 til højesteretssagfører. Han erhvervede sig hurtig et stort navn for skranken, vandt almindelig tillid i forretningsverdenen og blev betroet med store interesser. En af hans første opsigtvækkende sager var den fleischerske arvetvist, som førtes for Højesteret i 1852, men til hvilken der knyttede sig endnu langt vanskeligere procedurer i Kongeriget Begge Sicilier, hvor arveladeren var afgået ved døden; det kom herved Brock til stor nytte, at han såvel i Paris som her hjemme havde gjort et grundigt studium af fransk ret, og den sikkerhed, hvormed han behandlede Code Napoléon, såvel som den skarpsindighed, hvormed han gennemtrængte modstandernes indsigelser, skaffede ham hos sine neapolitanske kolleger navnet «l'avvocato terribile». Under den af Folketinget imod medlemmerne af ministeriet Ørsted rejste rigsretssag, der pådømtes 27. februar 1856 og endte med en frifindelsesdom, var Brock aktor, medens defensionen førtes af Peter Salicath og Carl Christian Vilhelm Liebe. Med den sidstnævnte kollega havde han i hine år mange store kampe at føre for Højesterets skranke, og navnlig var dette tilfældet i den tåsingeske arvesag, som pådømtes i april 1862. I den for majestætsforbrydelse imod Carl Steen Andersen Bille, den gang redaktør af Dagbladet, rejste sag, der endte med en frifindelsesdom 6. februar 1867, var han Defensor, medens Levinsen var aktor.
Som sagfører havde Brock nærmest uddannet sig efter de store franske mønstre: Berryer og Dufaure, Lachaud og Jules Favre og deres hele skole; hans plaidure var ikke nogen tør behandling af fakta med en skematisk deduktion af retsspørgsmålene, men en i høj grad livlig og beåndet fremstilling, der gav det magre skelet kød og blod, og hans veltalenhed for skranken blev støttet af en stemme, et foredrag, en personlighed, som indgød liv og varme selv over den tørreste genstand og hævede selv det trivielle op i en højere sfære. Wilhelm Marstrand har derfor valgt rigtigt ved at male hans karakteristiske portræt i silkekappen.

## Politikeren
Også uden for retten virkede Brock i juridisk retning; i 1857 blev han medlem af kommissionen for strafferetsplejens reform (nævningesagen), i 1859 af kommissionen om en ny straffelovbog og i 1868 af den store proceskommission. Ligeledes var han medindbyder og bestyrelsesmedlem ved de nordiske juristmøder, og en afhandling af ham om Den første Mellemrigslov findes i Nord. Univers. Tidsskrift 9. årg. I 1860, da grev A.W. Moltke udtrådte af Landstinget, valgtes Brock, som med liv og sjæl tilhørte det nationalliberale parti, i hans sted for København; i tinget var han 1865 ordfører for udvalget om den nye straffelovbog, der blev vedtaget 10. februar 1866, og af hvilken der i 1874 udkom en fransk oversættelse, hvori han havde en væsentlig andel; i 1873 var han ordfører for udvalget om Fæsteloven, fra 1870 indtil sin død medlem af Rigsretten. 
Brock fik dog ikke nogen stor politisk succes, for han følte sig ikke hjemme i Landstinget, hvor hans særlige veltalenhed ikke altid blev mødt med sympati, og som gammel nationalliberal stillede han sig kritisk over for J.B.S. Estrup, mens han på den anden side var en modstander af en parlamentarisme baseret på Folketingets ubetingede dominans. Sagligt deltog han i forhandlingerne, bl.a. som ordfører for Straffeloven og Fæsteloven, hvilket sidste Lovudkast efter A.F. Kriegers dagbøger blev genstand for Estrups "brillante Angreb".
Brock var også involveret i foretagender som Tuborg og De Danske Sukkerfabrikker. Han blev Ridder af Dannebrog 1857 og Dannebrogsmand 1874. Brock døde 29. december 1878.
Han var 27. oktober 1848 blevet gift med Amalie Bjerring, født 20. juni 1821, datter af overretsprokurator N.C. Bjerring og søster til professor Vilhelm Bjerring; hun døde 23. februar 1872.
Han er begravet på Holmens Kirkegård i København. Der findes det nævnte portrætmaleri af Wilhelm Marstrand 1868, et studie af Jørgen Roed, en buste af H.W. Bissen 1853, en tegning af Otto Bache samt et posthumt træsnit 1879.